# Helena Żygulska-Mach
Helena Żygulska-Mach (ur. 7 stycznia 1926 we Lwowie, zm. 25 lipca 2021) – polska okulistka, profesor medycyny.

## Życiorys
Maturę zdała w 1943 roku w rodzinnym Lwowie w ramach tajnego nauczania. Studia medyczne rozpoczęła w 1944 roku w ramach tajnego Wydziału Lekarskiego lwowskiej Akademii Medycznej. Dyplom lekarski uzyskała w grudniu 1950 roku na krakowskiej Akademii Medycznej. Na Wydziale Matematyczno-Przyrodniczym Uniwersytetu Jagiellońskiego zdobyła w 1952 roku dyplom z chemii.
Stopień doktora medycyny uzyskała w 1951 roku na podstawie pracy Wpływ obniżonej ciepłoty na przemiany węglowodanów. W okresie 1950–1959 pracowała w Zakładzie Patologii Ogólnej i Doświadczalnej krakowskiej Akademii Medycznej. Pracę w Klinice Chorób Oczu tej uczelni rozpoczęła w 1954. Pod kierunkiem Mariana Wilczka uzyskała pierwszy i drugi stopień specjalizacji w okulistyce. Habilitowała się w 16 czerwca 1964 roku na podstawie pracy pod tytułem Zaćma wrodzona w świetle badań glutacjonu, białek i mikroelektroforezy białek rozpuszczalnych soczewki.
Po śmierci Mariana Wilczka w 1967 roku objęła funkcję kierownika krakowskiej Katedry i Kliniki Chorób Oczu i na tym stanowisku pozostała aż do przejścia na emeryturę w 1996 roku. Tytuł naukowy profesora zwyczajnego nauk medycznych został jej nadany w 1983 roku (profesorem nadzwyczajnym była od 1973). W okresie 1987–1990 była prorektorem krakowskiej Akademii Medycznej.
Należała do Polskiego Towarzystwa Okulistycznego, którego była przewodniczącą w latach 1986–1992. Była też członkinią szeregu towarzystw zagranicznych: Societé Française d’Ophtalmologie, Julius Hirschberg Gesellschaft, Association for Eye Research oraz International Federation of Ophthalmological Societies. Od 1976 należała do krakowskiego oddziału PAN.
Była współautorką pierwszych polskich badań medycznych z zastosowaniem izotopów radioaktywnych oraz pierwszych badań światowych dotyczących białek rozpuszczalnych i nierozpuszczalnych ludzkiej soczewki.
Współredaktorka podręcznika „Czerniak złośliwy” (wraz z J. Skowronkiem i A. Mackiewiczem, Termedia 1998, ISBN 83-908325-5-0). Zasiada w komitecie honorowym czasopisma „Klinika Oczna”. Zainteresowania kliniczne i badawcze H. Żygulskiej-Mach dotyczyły głównie zaćmy, biochemii soczewki oka i ciała szklistego oraz leczenia nowotworów oka (onkologia okulistyczna). Jednym z osiągnięć krakowskiego ośrodka kierowanego przez H. Żygulską-Mach było wprowadzenie w 1968 roku promieniotwórczego izotopu kobaltu (bomba kobaltowa) w zachowawczym leczeniu nowotworów narządu wzroku.
Odznaczona m.in. Krzyżem Kawalerskim Orderu Odrodzenia Polski oraz medalem Komisji Edukacji Narodowej.